# پالیکوندا
پالیکوندا (به انگلیسی: Pallikonda) یک منطقهٔ مسکونی در هند است که در بخش ولور واقع شده‌است. پالیکوندا ۱۹٫۲ کیلومتر مربع مساحت و ۲۳٬۰۶۷ نفر جمعیت دارد.